# Marcus Niebuhr Tod
Marcus Niebuhr Tod OBE FBA (* 24. November 1878 in Highgate, London; † 21. Februar 1974 in Birmingham) war ein britischer Epigraphiker. Von 1905 bis 1947 war er Tutor und Dozent am Oriel College der University of Oxford.

## Leben
Marcus Niebuhr Tod war der zweite Sohn des Teehändlers John Tod (1847–1916) und Gertrude Tod, geb. von Niebuhr (1849–1889). Er war mütterlicherseits Enkel des preußischen Staatsbeamten Marcus von Niebuhr (1817–1860) und Urenkel des Althistorikers Barthold Georg Niebuhr (1776–1831).
Tod besuchte die Merchant Taylors’ School in London und studierte von 1897 bis 1901 Alte Geschichte und Klassische Philologie am St John’s College der University of Oxford. Anschließend vertiefte er seine Studien an der British School at Athens, wo er 1902 zum stellvertretenden Leiter und Bibliothekar ernannt wurde. Bereits 1903 wurde er zum Fellow des Oriel College an der University of Oxford ernannt; er trat diese Stelle jedoch erst 1905 an. Mit der British School at Athens hielt er weiterhin Kontakt. Von 1907 bis 1939 gehörte er ihrem Managing Committee an.
Seine weitere Laufbahn verbrachte Tod in Oxford, unterbrochen nur von seinem Einsatz im Ersten Weltkrieg: Er diente von 1915 bis 1919 als Übersetzer in Makedonien, zuletzt im Rang eines Hauptmanns, und erhielt für seinen Einsatz den Order of the British Empire sowie das Croix de guerre mit Palmen.
In Oxford wirkte Tod als Assistant Tutor (ab 1914: Tutor) am Oriel College und von 1907 bis 1949 als Dozent für Griechische Epigraphik. Von 1929 bis 1938 war er Senior Tutor, von 1935 bis 1946 Vice-Provost des College. 1940 gab er die Tutorenstelle ab. Im November 1947 trat er in den Ruhestand. Kurz darauf zog er mit seiner Frau nach Birmingham zu seiner Tochter, wo er bis ins hohe Alter seine Forschungsarbeit fortsetzte.
Marcus Niebuhr Tods Forschungsarbeit galt verschiedenen Aspekten der griechischen Epigraphik. Er verfasste sowohl allgemeinverständliche Bücher und Artikel (unter anderem für die Encyclopedia Britannica) als auch Spezialstudien, die insbesondere im Bereich der Numismatik und der griechischen Zahlschrift wegweisend waren. Seine wichtigsten Aufsätze erschienen wenige Jahre nach seinem Tod in drei Sammelbänden.
Für seine Verdienste erhielt Tod zahlreiche Ehrungen: 1912 erhielt er den Conington Prize der University of Oxford für sein Werk über das griechische Schiedsgericht (erschienen 1913). Er war Mitglied der British Academy (ab 1929), korrespondierendes Mitglied des Deutschen Archäologischen Instituts (ab 1905) und Ehrendoktor der Universitäten zu Oxford, Birmingham, Dublin und Edinburgh.

## Schriften (Auswahl)
- mit Alan Wace: A Catalogue of the Sparta Museum. Oxford 1906.
- International Arbitration Amongst the Greeks. Oxford 1913.
- Sidelights on Greek History: Three Lectures on the Light Thrown by Greek Inscriptions on the Life and Thought of the Ancient World. Oxford 1932.
  - Deutsche Ausgabe von Gerhard Raabe und Gerhard Pfohl: Streiflichter auf die griechische Geschichte. Drei Vorlesungen über die aus griechischen Inschriften zu gewinnenden Aufschlüsse über Leben und Denken der Alten Welt. Darmstadt 1968.
- A Selection of Greek Historical Inscriptions. Zwei Bände, Oxford 1933–1948.
- Ancient Greek Numerical Systems. Six Studies. Chicago 1979 (Nachdruck von sechs Aufsätzen aus dem Annual of the British School at Athens und dem Journal of Hellenic Studies).
- Epigraphical Notes on Greek Coinage. Chicago 1979 (Nachdruck von vier Aufsätzen aus dem Numismatic Chronicle, 1945–1955).
- The Progress of Greek Epigraphy 1937–1953. Chicago 1979 (Nachdruck von Literaturberichten aus dem Journal of Hellenic Studies, 1939–1955).